# Дои, Сёма
Сёма Дои (яп. 土居 聖真; 21 мая 1992, Ямагата, Япония) — японский футболист, полузащитник и капитан клуба «Касима Антлерс». Провёл 2 матча в составе сборной Японии.

## Карьера в сборной
После сезона 2017 года Дои впервые был вызван в сборную Японии тренером Вахидом Халилходжичем, чтобы заменить Хироси Киётакэ.
Дои дебютировал за сборную Японии в матче против сборной Китая на чемпионате Восточной Азии 2017, заменив Хироки Абэ на 82 минуте.

## Достижения

### «Касима Антлерс»
- Чемпион Японии: 2016
- Обладатель Кубка Японии: 2016
- Обладатель Суперкубка Японии: 2017
- Обладатель Кубка Джей-лиги (3): 2011, 2012, 2015
- Обладатель Кубка банка Суруга (2): 2012, 2013
- Победитель Лиги чемпионов АФК: 2018